# گربه‌ماهی لیما
گربه‌ماهی لیما با نام علمی (Sorubim lima) گونه ای ماهی از خانواده گربه‌ماهی های ریش‌دراز در راسته گربه ماهی سانان است.

## مورفولوژی
اندازه نرها ۵۴٫۲ سانتیمتر (۲۱٫۳ اینچ) و وزن آنها به ۱٬۳۰۰ گرم (۲٫۹ پوند) می رسد. بدن فاقد فلس و پوشیده از پلاک های استخوانی است. دارای یک خط خاکستری نامنظم از سر تا باله دمی است. شکل سر بلند و صاف است. دهان گرد و فک بالا بزرگتر از فک پایینی است. چشم ها در طرفین سر قرار دارند. پشت آن در قسمت جلو به رنگ قهوه ای تیره، زرد و سپس در زیر خط کناری مایل به سفید است و رنگ باله ها قرمز مایل به صورتی است.

## رژیم غذایی
گربه‌ماهی های لیما عمدتا از ماهی و سخت پوستان تغذیه میکنند.

## زیستگاه
این گونه یک ماهی آب شیرین مناطق گرمسیری است و در آبهایی با درجه حرارت ۲۳ الی ۳۰ درجه سانتیگراد زندگی میکند.

## همچنین ببینید
- لیست گونه های ماهی آکواریومی آب شیرین

## بیوگرافی
- Eschmeyer, William N., ed. 1998. Catalog of Fishes. Special Publication of the Center for Biodiversity Research and Information, no. 1, vol. 1-3. California Academy of Sciences. San Francisco, California, United States. 2905. شابک ‎۰−۹۴۰۲۲۸−۴۷۵
- Fenner, Robert M.: The Conscientious Marine Aquarist. Neptune City, New Jersey, United States: T.F.H. Publications, 2001.
- Helfman, G., B. Collette and D. Facey: The diversity of fishes. Blackwell Science, Malden, Massachusetts, United States, 1997.
- Moyle, P. and J. Cech.: Fishes: An Introduction to Ichthyology, 4th edition, Upper Saddle River, New Jersey, United States: Prentice-Hall. Year 2000.
- Nelson, J.: Fishes of the World, 3rd edition. New York, United States: John Wiley and Sons. Year 1994.
- Wheeler, A.: The World Encyclopedia of Fishes, 2nd edition, London: Macdonald. Year 1985.